# 笛木坦
笛木坦は日本の造園家。群馬県出身。父の笛木弥一郎は後年『上越風土記』（朝日ソノラマ、1974年）の著者。 

## 来歴
1962年（昭和37年）千葉大学園芸学部造園学科を卒業し、フリーで造園プランナーまた若手の論客として活躍後建築の勉強を兼ねてマヌ設計連合（現マヌ都市建築研究所）で客員スタッフとして参加。担当は住宅公団の南多摩開発局の増築工事やマンションの設計など。その後日本住宅公団の宅地開発部に就職。公団住宅団地の緑地設計分野で活躍した。
公団団地に歩行者専用緑道を提案し設計を担当。1986年（昭和56年）には多摩ニュータウン鶴牧・落合地区の緑とオープンスペースの構築の業績で上野泰らと日本都市計画学会計画設計賞を受賞。 共著書に『環境都市計画事典』（朝倉書店）など。